# Ardea (ptaki)
Ardea – rodzaj ptaków z podrodziny czapli (Ardeinae) w obrębie rodziny czaplowatych (Ardeidae).

## Rozmieszczenie geograficzne
Rodzaj obejmuje gatunki występujące na wszystkich kontynentach poza obszarami antarktycznymi.

## Morfologia
Długość ciała 56–150 cm, rozpiętość skrzydeł 105–230 cm; masa ciała 400–4468 g.

## Systematyka
Rodzaj zdefiniował w 1758 roku szwedzki przyrodnik Karol Linneusz w 10. wydaniu Systema Naturae – publikacji własnego autorstwa poświęconej systematyce zwierząt i roślin. Gatunkiem typowym jest (późniejsze oznaczenie) czapla siwa (A. cinerea).

### Etymologia
- Ardea: łac. ardea ‘czapla’. W rzymskiej mitologii miasto Ardea, stolica Rutuli, zostało zrównane z ziemią, i wzrosło z popiołów chudego, bladego ptaka, który strząsnął popioły ze swoich skrzydeł, wydając przy tym żałobne okrzyki[14].
- Casmerodius: gr. κοσμος kosmos ‘ozdoba’ (por. χασιος khasios ‘skarb, bogactwo’); ερωδιος erōdios ‘czapla’[15]. Gatunek typowy (późniejsze oznaczenie)[16]: Ardea egretta[c] J.F. Gmelin, 1789.
- Typhon: epitet gatunkowy Ardea typhon Temminck, 1824[d]; w mitologii greckiej Tyfon (Τυφων Typhōn, Τυφωευς Typhōeus, Τυφαων Typhaōn lub Τυφως Typhōs) był potwornym gigantem, który przerażał bogów, ale ostatecznie został zniszczony i zmiażdżony przez górę Etnę rzuconą przez Zeusa[17]. Gatunek typowy (oryginalne oznaczenie): Ardea typhon Temminck, 1824 (= Ardea sumatrana Raffles, 1822).
- Ardeomega: łac. ardea ‘czapla’; gr. μεγας megas ‘wielki’[18]. Gatunek typowy (późniejsze oznaczenie)[19]: Ardea goliath Cretzschmar, 1829.
- Bubulcus: epitet gatunkowy Ardea bubulcus Audouin, 1823[e]; średniowiecznołac. bubulcus ‘pasterz’, od łac. bubulus ‘bydlęcy’, od bos, bovis ‘krowa’[20]. Gatunek typowy (absolutna tautonimia): Ardea bubulcus Audouin, 1826 (= Ardea ibis Linnaeus, 1758).
- Audubonia: John James Laforest Audubon (1785–1851), francusko-amerykański pionier nauk przyrodniczych, artysta[21]. Gatunek typowy (oznaczenie monotypowe): Ardea occidentalis[f] Audubon, 1835.
- Megerodius: gr. μεγας megas ‘wielki’; ερωδιος erōdios lub ρωδιος rōdios ‘czapla’[22].
- Pyrrherodia: gr. πυρρος purrhos ‘czerwony’ (tutaj w znaczeniu fioletowy), od πυρ pur, πυρος puros ‘ogień’; ερωδιος erōdios ‘czapla’[23]. Gatunek typowy (oznaczenie monotypowe): Ardea purpurea Linnaeus, 1766.
- Phoyx: gr. φωυξ phōux ‘czapla’[24]. Gatunek typowy (oryginalne oznaczenie): Ardea purpurea Linnaeus, 1766.
- Mesophoyx: gr. μεσος mesos ‘środkowy, pośredni’; rodzaj Phoyx Stejneger, 1887[25]. Gatunek typowy (oryginalne oznaczenie): Ardea intermedia Wagler, 1829.
- Myola: według Mathewsa „Myola” to aborygeńska nazwa[26]. Gatunek typowy (oryginalne oznaczenie): Ardea pacifica Latham, 1801.
- Afrardea: łac. Afer, Afra ‘Afrykanin, afrykański’, od Africa „Afryka”; rodzaj Ardea Linnaeus, 1758[27]. Gatunek typowy (oznaczenie monotypowe): Ardea melanocephala Children & Vigors, 1826.

### Podział systematyczny
Do rodzaju należą następujące gatunki:
- Ardea ibis Linnaeus, 1758 – czapla złotawa
- Ardea cinerea Linnaeus, 1758 – czapla siwa
- Ardea herodias Linnaeus, 1758 – czapla modra
- Ardea cocoi Linnaeus, 1766 – czapla czarnobrzucha
- Ardea pacifica Latham, 1801 – czapla białoszyja
- Ardea melanocephala Children & Vigors, 1826 – czapla czarnogłowa
- Ardea humbloti A. Milne-Edwards & A. Grandidier, 1885 – czapla maskowa
- Ardea insignis Hume, 1878 – czapla białobrzucha
- Ardea sumatrana Raffles, 1822 – czapla szarobrzucha
- Ardea goliath Cretzschmar, 1829 – czapla olbrzymia
- Ardea purpurea Linnaeus, 1766 – czapla purpurowa
- Ardea alba Linnaeus, 1758 – czapla biała
- Ardea brachyrhyncha (A.E. Brehm, 1854) – czapla żółtogoleniowa
- Ardea intermedia Wagler, 1829 – czapla czarnonoga
- Ardea plumifera (Gould, 1848) – czapla strojna